# Tell Zeidan
Koordinaten: 35° 57′ 0″ N, 39° 4′ 0″ O
Tell Zeidan ist eine archäologische Stätte in Nordsyrien, die von etwa 5800 bis 3800 v. Chr. bewohnt war. Der Ort besteht aus drei großen Hügeln am Ostufer des Belich-Flusses, etwas nördlich seines Zusammenflusses mit dem Euphrat, und liegt etwa fünf Kilometer östlich der modernen syrischen Stadt ar-Raqqa in Obermesopotamien.
Ein internationales Team aus syrischen und US-amerikanischen Archäologen um Muhammad Sarhan, Direktor des Raqqa-Museums, und Gil Stein, Direktor des Oriental Institute der University of Chicago, untersuchte und grub die Stätte aus. Das Team startete 2008 und schloss zwei Kampagnen ab. Eine dritte Kampagne sollte im Juli 2010 beginnen.
Da der Ort seit 2800 v. Chr. verlassen war, fehlen jüngere Siedlungsschichten, so dass die altorientalische Stätte direkt unter der Oberfläche liegt. Tell Zeidan ist 12,5 Hektar groß und besteht aus drei Hügeln, die sich von Nordwest nach Südost erstrecken. Der größte Hügel ist mit 15 m Höhe der südlichste der drei. Es wurden vier Siedlungsschichten ausgemacht, die im Einzelnen als Halaf, Obed-Zeit, Kupfersteinzeit I und Kupfersteinzeit II bezeichnet werden. Untersuchungen zeigten, dass der Ort zwischen 5800 und 3800 und für eine kurze Zeit um 2800 v. Chr. bewohnt war.
Es wurden auch menschliche Überreste in Tell Zeidan gefunden, von denen 26 Skelette auf Parasiten hin untersucht worden sind. Bei einem Individuum wurde ein Ei des Parasiten Schistosomiasis (S. haematobium oder S. intercalatum) gefunden, was mit 6500 bis 6000 Jahren bisher den ältesten Fund darstellt.
Ein Teil des Hügels scheint nach Beginn des syrischen Bürgerkriegs geplündert worden zu sein.